# Protaphis afghanica
Protaphis afghanica är en insektsart. Protaphis afghanica ingår i släktet Protaphis och familjen långrörsbladlöss. Inga underarter finns listade i Catalogue of Life.